# Reläskydd

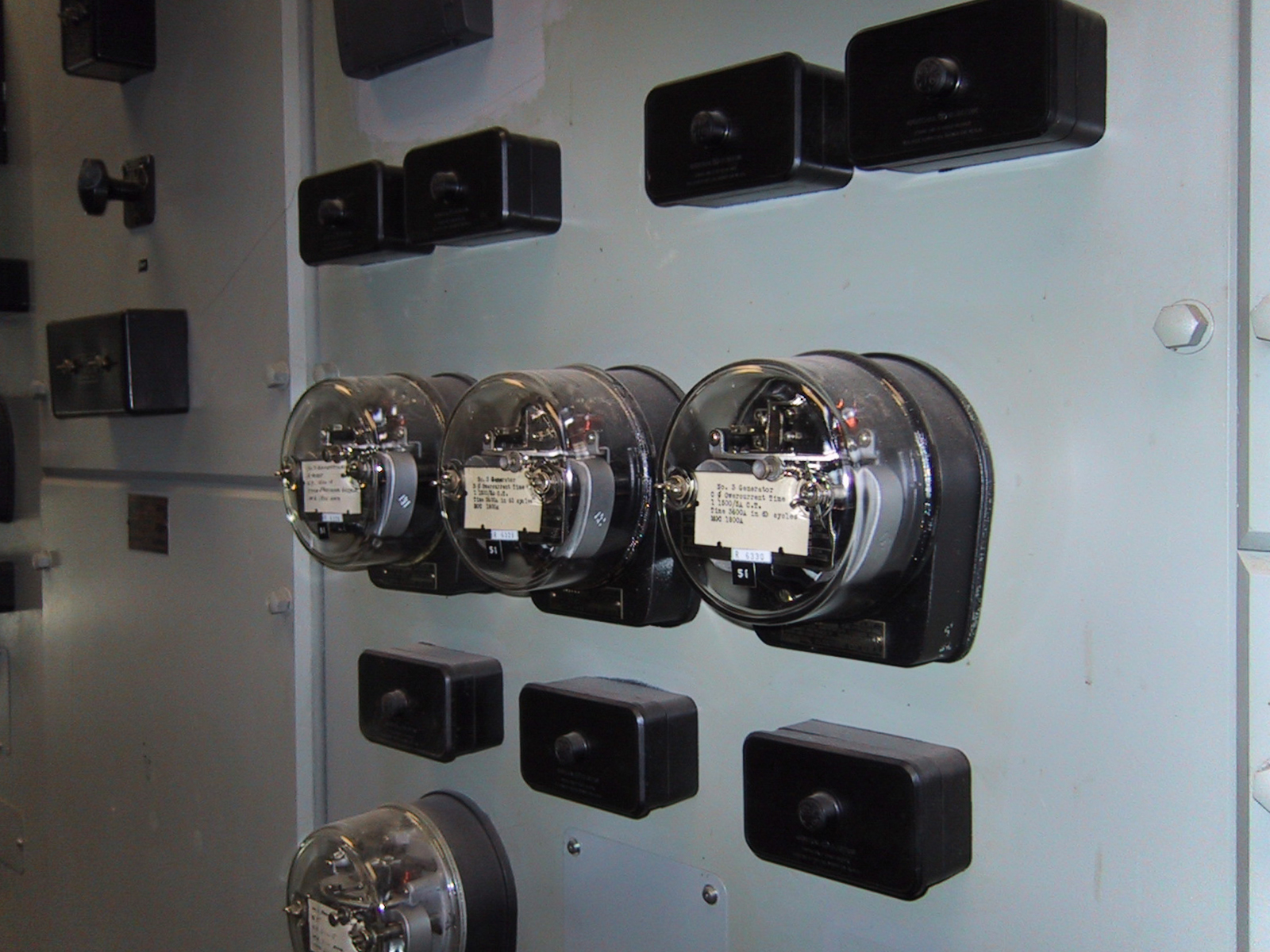
Reläskydd i ett vattenkraftverk.

Reläskydd har till uppgift att skydda elkraftsystemet, och i detta ingående utrustning och anläggningar, från skadliga felströmmar. Reläskyddet är en viktig del av det s.k. felbortkopplingssystemet, där även mättransformatorer, likströmssystem, utlösningsrelä/magnet och brytare ingår.

## Olika typer av reläskydd
Tre olika typer av reläskydd förekommer i det svenska kraftnätet, de äldsta är de elektromekaniska därefter kom de elektroniska/statiska. Idag är det i huvudsak numeriska skydd som används. Nedan ges en sammanfattning av vad som skiljer dessa olika typer av skydd åt.

### Elektromekaniska
Som namnet antyder är dessa reläskydd utrustade med elektromekanik, vilket innebär att för att skydden skall fungera så måste en mekanisk skiva eller någon liknade mekanisk del röra sig beroende på strömmens styrka. De är även avhängiga av det magnetiska flödet som uppstår vid fel eller höga belastningar för att göra sitt jobb. Funktionsvärdena uppnås genom att de mekaniska delarna förmås att röra på sig beroende på strömgenomgången. Genom att ställa in potentiometrar och olika stift erhålls önskat inställningsvärde. Skydden kan göras väldigt snabba eftersom de inte behöver beräkna något. 

### Analog elektronik
De elektroniska eller statiska skydden utnyttjar elektronik i logikkretsarna. Skydden använder sig av vanliga analoga ingångar och därefter jämförs instorheterna med inställda värden elektroniskt. Inställningsvärden ställs in genom att ändra potentiometrar. När inställt värde över/underskrids agerar skydden efter inställd tid. Skydden är lite långsammare än de elektromekaniska men är mer precisa i sin funktion. 

### Numeriska
De analoga ingångarna i de numeriska skydden samplas med en A/D-omvandlare. Därefter kan signalerna bearbetas matematiskt och jämföras med inställt värde. När inställt värde över/underskrids agerar skydden efter inställd tid. De numeriska skydden har en väl utbyggd självövervakning samt innehåller i de flesta fall även en störningsregistrerare som visar händelseförloppet innan och under en störning. Skydden är ytterst precisa och innehåller många inställningsmöjligheter så att de kan anpassas till den omgivning de skall fungera i.